# Claudia McNeil
Claudia McNeil (ur. 13 sierpnia 1917, zm. 25 listopada 1993) – amerykańska aktorka filmowa i telewizyjna.

## Filmografia
seriale
- 1957: DuPont Show of the Month, The jako Bernice Sadie Brown
- 1962: Nurses, The jako Pani Hill
- 1970: Storefront Lawyers
- 1979: Korzenie: Następne pokolenia jako Siostra Will Ada

film
- 1961: Rodzynek w słońcu jako Lena Younger
- 1970: Był sobie łajdak jako Madam
- 1972: To Be Young, Gifted, and Black
- 1978: Roll of Thunder, Hear My Cry jako Wielka Ma

## Nagrody i nominacje
Za rolę Leny Younger w filmie Rodzynek w słońcu została nominowana do nagrody Złotego Globu.